# 胡椒莓
胡椒莓（Tasmannia obovata）是一種在澳大利亞塔斯曼尼亞西南部生長的灌木，約2至3公尺高。葉片及果實（特別是乾燥後的果實）均帶有胡椒味，含豐富芳香油，所以在澳大利亞，愈來愈多人用來作調味，特別是胡椒的替代品，並以之製作芝士、雪糕等美味食品。

## 外部連結
- . 宜必思數據庫澳洲植物名稱索引（APNI）. 澳大利亞政府植物生物多樣性研究中心。.